# 候补员 (纳粹党)
候补员（德語：Anwärter）是纳粹德国的一个衔级。纳粹党和党卫队曾将“党卫队候补员”（SS-Anwärter）作为一个准军事衔级。在纳粹党内，候补员是已经被纳入某一政府职位的官员，官方会颁发两类候补员职衔，一个授予党员，另一个授予非党员。在纷繁复杂的纳粹党政治职衔体系中，候补员处在最低的一级。